# ديفيد واطسون تايلور
الأميرال ديفيد واطسون تايلور (بالإنجليزية: David Watson Taylor)‏ ـ (4 مارس 1864 ـ 28 يوليو 1940) هو مهندس ومهندس معماري بحري أمريكي عمل في البحرية الأمريكية. خدم في الحرب العالمية الأولى ككبير مهندسي إنشاءات في البحرية الأمريكية ورئيس مكتب الإنشاء والترميم. يُعرف بأنه باني أول حوض قطر سفن في الولايات المتحدة.
في سنة 1895، كان تايلور أول أمريكي يحصل على الميدالية الذهبية من المعهد البريطاني للمهندسين المعماريين البحريين، كما منحته الحكومة الفرنسية وسام جوقة الشرف من رتبة قائد لجهوده في الحرب العالمية الأولى.

## روابط خارجية
- ديفيد واطسون تايلور على موقع الموسوعة البريطانية (الإنجليزية)